# Helga Haller von Hallerstein
Helga Haller von Hallerstein z domu Kaulich (ur. 31 marca 1927 w Šahach, zm. 11 maja 2017 we Frankfurcie nad Menem) – niemiecka polityk, posłanka do Parlamentu Europejskiego III kadencji.

## Życiorys
Poprzez małżeństwo członkini szlacheckiej rodziny Haller von Hallerstein. W 1950 uzyskała dyplom z kostiumografii. Była działaczką Unii Chrześcijańsko-Demokratycznej w Hesji. Od 1975 do 1993 zasiadała w radzie miejskiej Frankfurtu nad Menem.
W 1989 kandydowała do Europarlamentu, mandat objęła w grudniu 1993 po śmierci Bernharda Sälzera. Wykonywała go do końca kadencji w lipcu 1994. Zasiadała we frakcji chadeckiej oraz w Komisji ds. Energii, Badań Naukowych i Technologii.